# Gertschosa concinna
Gertschosa concinna är en spindelart som först beskrevs av Simon 1895.  Gertschosa concinna ingår i släktet Gertschosa och familjen plattbuksspindlar. Inga underarter finns listade i Catalogue of Life.